# 二宮隆久
二宮 隆久（にのみや たかひさ、1955年〈昭和30年〉3月7日 - ）は、日本の政治家。愛媛県大洲市長（2期）。

## 概要
愛媛県大洲市出身。立命館大学法学部卒業。卒業後は大洲市役所に入庁。税務課長、財政課長、教育委員会教育長などを歴任した。
2018年3月30日に清水裕大洲市長が任期中に死去。それに伴い行われた大洲市長選挙に、清水市政を支えてきた各種団体の関係者らでつくる「大洲市を元気にする会」から候補者として指名を受け立候補。1万2967票を獲得し、前市議会議員の上田栄一を5463票差で制し初当選を果たした。
※名前の正式な表記は、「隆」の文字の「生」の部分の上に「一」が入る。

## 経歴
- 1973年3月 - 愛媛県立大洲高等学校普通科卒業。
- 1978年
  - 3月 - 立命館大学法学部卒業。
  - 4月 - 大洲市役所入庁。
- 2004年4月 - 福祉保健部社会福祉課長、福祉事務所次長に就任。
- 2005年
  - 1月 - 市民福祉部社会福祉課長、福祉事務所次長に就任。
  - 4月 - 総務部税務課長に就任。
- 2008年4月 - 企画財政部財政課長に就任。
- 2010年4月 - 教育委員会教育部長に就任。
- 2013年3月 - 教育委員会教育長に就任。
- 2017年3月 - 教育委員会教育長を再任。
- 2018年5月 - 大洲市長選挙で初当選を果たす。
- 2022年5月 - 大洲市長選挙無投票再選。